# Hedda Korsch

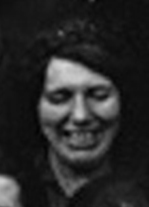
Hedda Korsch (1923)

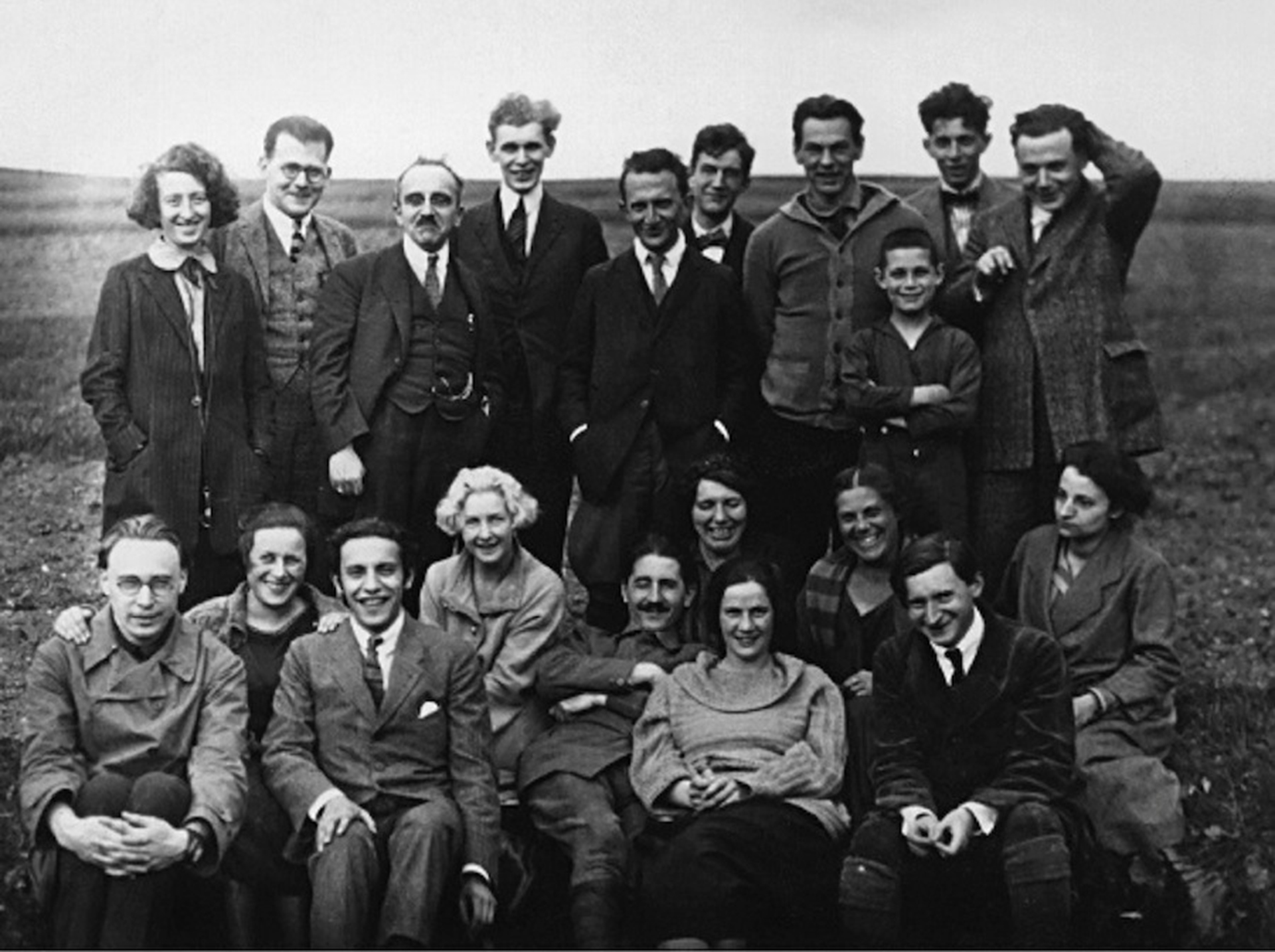
Hedda en la Semana de Trabajo Marxista (Geraberg, 1923). Foto grupal, de pie de izquierda a derecha: Hede Massing, Friedrich Pollock, Eduard Ludwig Alexander, Konstantin Zetkin, Georg Lukács, Julian Gumperz, Richard Sorge, Karl Alexander (niño), Felix Weil, desconocido; Sentados: Karl August Wittfogel, Rose Wittfogel, desconocida, Christiane Sorge, Karl Korsch, Hedda Korsch, Käthe Weil, Margarete Lissauer, Bela Fogarasi, Gertrud Alexander.

Hedda Korsch (nacida Hedwig Franceska Luisa Gagliardi ; 20 de agosto de 1890 - 11 de julio de 1982) fue una pedagoga reformista y profesora universitaria alemana, casada con el teórico y político marxista Karl Korsch.
Hedda nació en una familia burguesa católica, la cual le proporcionó una formación intelectual y artística. Su abuela materna fue Hedwig Dohm, una militante feminista.
Fue miembro fundadora del Partido Comunista de Alemania (KPD). En la década de 1920 enseñó en la Universidad de Jena. También trabajó para la Misión Comercial Soviética en Berlín. Sin embargo, los líderes del Partido la despidieron debido a su relación con Karl Korsch, quien había sido expulsado en 1926.
La pareja emigró de Alemania en 1933. En un principio, se establecieron en Dinamarca y posteriormente en Inglaterra. Finalmente, se asentaron en desde 1936 en Estados Unidos, donde pasarían el resto de sus vidas. Hedda trabajó como docente en el Wheaton College de Norton (Massachusetts).[cita requerida]